# Egira anatolica
Egira anatolica är en fjärilsart som beskrevs av Erich Martin Hering 1933. Egira anatolica ingår i släktet Egira och familjen nattflyn. Inga underarter finns listade i Catalogue of Life.